# Mare Boreum
Mare Boreum és una característica d'albedo a la superfície de Mart, localitzada amb el sistema de coordenades planetocèntriques a 59.71 ° latitud N i 180 ° longitud E. El nom va ser aprovat per la UAI l'any 1958 i fa referència al mar Boreal, mar del Nord.